# Platanista
Genre
Platanista est un genre de cétacés d'eau douce, dont on connaît deux espèces :
- Platanista gangetica (Dauphin du Gange ou Sousouc), précédemment connu comme Platanista gangetica gangetica ;
- Platanista minor (Dauphin de l'Indus), précédemment connu comme Platanista gangetica minor.

## Taxonomie
Le nom Platanista, issu du grec πλατανιστής / platanistês (dérivé de πλάται / plátai, « objet plat, rame »), est donné au Dauphin du Gange par Pline l'Ancien dans son Naturalis Historia en 77.
En 1801, le Dauphin du Gange est nommé Delphinus gangeticus par Heinrich Julius Lebeck (en). En 1830, Johann Georg Wagler crée le genre Platanista.
En 1853, Richard Owen décrit un spécimen de l'Indus, qu'il considère comme appartenant à la même espèce que le Dauphin du Gange, mais sous une forme plus petite. À sa suite le Dauphin du Gange et le Dauphin de l'Indus sont considérés comme deux sous-espèces de Platanista gangetica, dénommées respectivement P. g. gangetica et P. g. minor.
Dans les années 1970, les deux populations sont élevées au rang d'espèces distinctes sur la base de différences dans la structure du crâne et des vertèbres, des protéines sanguines et des lipides,. Cette conclusion est cependant critiquée en raison de la petite taille des échantillons statistiques employés, et à la fin des années 1990 les deux populations sont à nouveau considérées comme deux sous-espèces,. En 2014, une étude de l'ADN mitochondrial trouve effectivement les différences insuffisantes pour étayer la distinction de deux espèces.
En 2021, un réexamen des deux populations met en évidence une divergence génétique significative et des différences majeures dans la structure du crâne, et conclut donc à l'existence de deux espèces distinctes.